# Rundtjärnen (Tärna socken, Lappland)
Rundtjärnen är en sjö i Storumans kommun i Lappland och ingår i Umeälvens huvudavrinningsområde.